# Tóth Attila (író)
Tóth Attila (Szarvas, 1949. április 17. – Szeged[forrás?], 2017. február 19.)  művészeti író, művészettörténész, helytörténész.

## Életpályája
A szegedi tanárképző főiskolán rajz-földrajztudomány szakon tanult, Vinkler László volt a mestere. Később a debreceni Kossuth Lajos Tudományegyetemen szerzett egyetemi népművelői diplomát. Hivatalt vállalt, köztisztviselőként képzőművészeti, kulturális és közgyűjteményi területeken dolgozott. Művészeti írói és művészetszervezői tevékenységét a szegedi képzőművészet és a tágabban a Dél-Alföld körzetében fejtette ki. Cikkei, képzőművészeti tárgyú írásai 1980-tól rendszeresen jelentek meg szaklapokban és a helyi sajtófórumokban. Publikációinak száma kb. 150. Elsősorban a köztéri szobrászat területén publikált. 1993-ban jelent meg első könyve, a Szeged szobrai és muráliái című monográfia. Azóta több képzőművészeti tárgyú kötete, albuma is megjelent, amelyeket szobrászokról, építészekről írt. Számos szegedi köztéri szobor, emlékmű megvalósításában volt része szakértőként, szervezőként.

## Munkahelyek
1972-78, Szeged MJ. Város Tanácsa: munkakörébe tartozott a képzőművészeti, majd később a zenei élet és a múzeumi ügyek intézése.
1978-81: igazgató, Bartók Béla Művelődési Központ
1981-től 2007-ig: Csongrád Megye Önkormányzata vezető kulturális főtanácsos
2009-től nyugállományban volt.

## Művei
- Szeged szobrai és muráliái (1993; 2. javított kiadás "Szeged szobrai" címmel: 2018)
- Szegedi szobrászok c. kismonográfia (társszerző, 1996)
- Szegedi grafikusok és iparművészek c. kötet (társszerző, 1998)
- Csongrád megye kézikönyve (1997) kulturális fejezet
- Térérzések, életterek. Novák István építészeti munkássága. (társszerző Pacsika Emília, Bába Kiadó, Szeged, 2001)
- A szegedi Hősök kapuja és az Aba-Novák freskók restaurálásának története. kismonográfia (társszerző Forrai Kornélia, Bába Kiadó, Szeged, 2001)
- Megyék történelmi szoborparkja (2002)
- Tápai Antal szobrászművész munkásságát bemutató kötet (társszerző, 2005)
- Karikó Teréz - a szegedi operajátszás csillaga (2005) szerk.
- Papp György munkássága (2007)
- Bánvölgyi László munkássága (2008)
- Piroska János festői munkássága (2009)
- A Nemzeti Emlékcsarnok (2009)
- Az élő zsinagóga (Dusha Béla fotóalbuma- szerzőtárs, 2009)
- Szeged monográfia V. (képzőművészeti fejezet: 1945-90) szerzőtárs
- Tóth Sándor éremművészete (bev. Tóth A. 2012)
- Századfordulós ékkövek - kalandozások a szecesszió varázslatos világában... (2015) szerzőtárs)
- Képzőművészet Csongrádon (2015) szerzőtárs
- Tokácsli Lajos centenáriumi emlékalbum (2016) társszerző
- Naplóm-küzdelmem a limfómával (2016).

## Társasági tagság
- Magyar Alkotóművészek Országos Egyesülete tagsága, képzőművészeti tagozat (művészeti írói)
- Képző-és Iparművészeti Lektorátus köztéri alkotások bírálatában foglalkoztatott szakértő
- Szegedért Alapítvány művészeti kuratórium tagja
- Összefogás Szegedért Egyesület (ÖSZE)

## Díjak, elismerések
- Miniszteri elismerések
- Szegedért emlékérem
- Kölcsey-érem